# Maison d'Ardenne
Pour les articles homonymes, voir Ardennes.
La maison d'Ardenne ou Wigéricides est la dynastie comtale post-carolingienne issue agnatiquement du comte palatin de Lotharingie, Wigéric de Bidgau d'Ardenne (cité en 899 ; mort avant 921/922).

Haute et Basse Lorraine au Xe siècle.

## Origine
L'ascendance du comte Wigéric n'a pas encore été identifiée, mais la Vita Johannis Gorziensis, écrite en 980, précise que l'évêque Adalbéron de Metz, fils de Wigéric, était de sang royal tant du côté paternel que du côté maternel, le texte indiquant que cette origine remonterait à plusieurs générations.
Dans cette même Vita Johannis Gorziensis, ainsi que dans l'Historia Sancti Arnulfi Mettensis, il apparait qu'Adalbéron et ses frères étaient de proches parents du comte Arnulf et d'Odalric de Reims, les deux fils d'Hugues de Chaumontois. Ceux-ci descendraient en ligne paternelle des Arnulfiens, peut-être par l'intermédiaire de Godefried.

## Histoire
Du milieu du Xe siècle jusqu’au milieu du siècle suivant, voire jusqu’à ses dernières décennies, la région se trouva placée sous le contrôle plus ou moins étroit de cette grande famille de la haute noblesse communément appelée la maison d’Ardenne. Issue de Wigeric, comte du palais de Lotharingie, et de Cunégonde, petite fille du roi carolingien Louis II le Bègue, pourtant assez pauvre en assises territoriales, elle parvint à se hisser au premier rang de l’aristocratie lotharingienne par la volonté des souverains germaniques. Dès 959, la branche cadette reçut l’administration du duché de Haute-Lotharingie et contrôla ainsi les pagi du Dormois, d’Ivois, du Mouzonnais et de Castrice ; un demi-siècle plus tard, en 1005, la branche aînée, détentrice du comté de Verdun, fut investie de celui de Basse-Lotharingie (du pagus de Castrice jusqu’au littoral de la Mer du Nord) ; de 1033 à 1044, la maison d’Ardenne réussit à rassembler les deux duchés et reconstitua temporairement l’ancien royaume lotharingien (Alpes et Italie exclues). La révolte de Godefroid le Barbu, en 1046, sonna le glas de leur puissance ; les duchés lotharingiens perdirent aussi toute consistance politique. Le dernier représentant mâle connut la gloire ailleurs, en Terre sainte, sous le nom de Godefroid de Bouillon.
Par-delà ses charges ducales, la maison d’Ardenne se trouva directement investie des fonctions comtales dans le pagus de Castrice pendant les trois premières décennies du XIe siècle , et à Mouzon (vers 1005-1015).
De plus, elle intervint aussi dans les affaires du diocèse de Reims. Dès 960, le duc Frédéric était aux côtés de l’archevêque Artaud lorsque celui-ci récupéra Mézières. Dix ans plus tard, son neveu Adalbéron monta sur le siège archiépiscopal et confia à son frère Godefroid le Captif, comte de Verdun, la charge d’avoué de l’église de Reims – ce dernier intervint à ce titre en 971 pour déloger le comte Otton de sa forteresse de Warcq, peu de temps avant la fondation de l’abbaye de Mouzon dont il reçut l’avouerie.
L’omniprésence de la Maison d’Ardenne freina certainement les tentatives d’émancipation des jeunes lignages féodaux, qui gravitèrent longtemps autour des ducs lotharingiens. En 988, le comte Manassès [d’Omont], ancêtre du premier lignage rethélois, apparaît aux côtés de Godefroid le Captif. Huit décennies plus tard, en 1065/66, les trois comtes ardennais Manassès de Rethel, Hécelin de Grandpré et Arnoul de Chiny, assistaient au plaid de Verdun présidé par le duc Godefroid le Barbu.
Elle contribua enfin à bloquer durablement l’expansion champenoise vers la région ardennaise ; celle-ci fut brutalement arrêtée en 1037 par le duc Gothelon, détenteurs des deux Lotharingies. Comme le souligne le professeur Michel Bur, la Champagne sera dès lors édifiée entre Marne et Seine.

## Filiation
- Wigéric, comte palatin et comte de Bidgau
X Cunégonde de France, fille d'Ermentrude et petite-fille de Louis II le Bègue, roi de France.
  - Frédéric Ier (mort en 978), comte de Bar, duc de Haute-Lotharingie (Lorraine)[4]
X Béatrice, fille d'Hugues le Grand, duc de France
    - Henri (mort en 978)
    - Adalbéron II, évêque de Verdun puis de Metz (mort en 1005)
    - Thierry Ier (mort v. 1027), comte de Bar, duc de Lorraine
X Richilde de Metz
      - Frédéric II (mort v. 1028), comte de Bar, duc de Lorraine
X Mathilde de Souabe
        - Frédéric III (1020-1033), comte de Bar, duc de Lorraine
        - Béatrice (morte en 1076)
X 1) Boniface III, marquis de Toscane (mort en 1052)
X 2) Godefroy II (mort en 1069), duc de Basse-Lotharingie
          - (1) Mathilde (morte en 1115)
→  Godefroy III (mort en 1076), duc de Basse-Lotharingie

        - Sophie (1018-1093), comtesse de Bar et de Mousson
X Louis (mort en 1073), comte de Montbéliard

      - ? Adèle (morte en 995)
X Walram Ier, comte d'Arlon
        - Waléran II, comte d'Arlon et de Limbourg
          - Henri Ier de Limbourg, duc de Limbourg et de Basse-Lotharingie

    - Ida
X Radbot d'Altenbourg

  - Adalbéron Ier, évêque de Metz (mort en 962)
  - Gislebert (mort en 964), comte en Ardenne
X Edwige
    - Godefroy, cité en 965

  - Sigebert, cité en 942
  - Gozlin, comte de Bidgau, abbé laïc de Gorze (mort en 942)
X Oda de Metz, fille du comte Gérard Ier de Metz, et d'Oda de Saxe (veuve de Zwentibold, sœur d'Henri Ier l'Oiseleur)
    - Godefroy le Captif (mort en 1002)
X Mathilde de Saxe
      - Godefroy Ier (mort en 1023), comte de Verdun, puis duc de Basse-Lotharingie
      - Frédéric (mort en 1022), comte de Verdun
      - Hermann (mort en 1029), comte de Brabant, comte de Verdun
        - Hermann, mort jeune (enterré à Velzeke)
        - Grégoire, archidiacre de Liège
        - Godefroid
        - Berthilde, morte jeune (enterré à Velzeke)
        - Odile, abbesse de Hohenbourg en Alsace
        - Mathilde
X après 1015 Rainier V (mort en 1039), comte de Mons
          - Herman de Mons (mort en 1051) 
X Richilde d'Egisheim, comtesse de Hainaut (morte en 1083)

      - Adalbéron (mort en 989) , évêque de Verdun (984-988)
      - Gothelon Ier (mort en 1044), marquis d'Anvers, puis duc de Basse et de Haute Lotharingie
        - Godefroy II le Barbu (mort en 1069), duc de Basse et de Haute-Lotharingie
X 1) Doda
X 2) Béatrice de Lorraine (morte en 1076)
          - Godefroy III le Bossu (mort en 1076), duc de Basse-Lotharingie
X Mathilde de Toscane (morte en 1115)
            - Béatrice (morte en 1071)

          - Sainte Ida de Boulogne (morte en 1113)
X Eustache II (mort en 1080), comte de Boulogne
          - Wiltrude (morte en 1093)
X Adalbert de Calw (mort en 1099)

        - Frédéric (mort en 1058), pape, sous le nom d'Étienne IX
        - Oda
X Lambert II de Louvain (mort en 1054), comte de Louvain et de Bruxelles
        - Regelinde
X Albert II (mort en 1063), comte de Namur
        - Mathilde (morte en 1060)
X 1) Sigebodo de Santois
X 2) Comte palatin Henri Ier de Lotharingie, "le Furieux" ou "le Moine" (mort en 1061)
          - Comte palatin Hermann II de Lotharingie (mort en 1085)
X Adélaïde (morte en 1100), fille d'Otton d'Orlamunde, marquis de Meissen, comte de Weimar

        - Gothelon II le Fainéant (mort en 1046), duc de Basse Lotharingie

      - Ermengearde (morte en 1042)
X Otton de Hammerstein, comte dans le Wettergau
      - Ne x Godizo comte d'Aspelt
      - Ermentrude
X Arnold de Rumigny (mort en 1010), seigneur de Florennes

    - Adalbéron de Reims, archevêque de Reims (mort en 989)
    - Régnier de Bastogne (filiation souvent mise en doute)
      - Bardo, cité en 985
      - Adalbéron de Laon (mort en 1030), évêque de Laon
      - Gothelon, comte en Ardenne (965-1028)
        - Cunégonde, cité en 1028

  - Sigefroy (922-998), comte de Luxembourg
    - Henri V de Bavière (mort en 1026), comte à Luxembourg, duc de Bavière 1017-1026
    - Sigefroy, cité en 985
    - Frédéric (mort en 1019), comte en Moselgau
      - Henri II (mort en 1047), comte de Luxembourg
      - Frederic (1003-1065), duc de Basse-Lotharingie
X Gerberge de Boulogne
        - Judith
X Waléran II, comte d'Arlon et de Limbourg
          - Henri Ier de Limbourg, duc de Limbourg et de Basse-Lotharingie

      - Giselbert (1007-1059), comte de Longwy, de Salm et de Luxembourg
        - Conrad Ier (1040-1086), comte à Luxembourg
X Clémence d'Aquitaine (1060-1142)
          - Henri III (mort en 1086), comte à Luxembourg
          - Conrad, cité en 1080
          - Mathilde (née en 1070)
X Godefroy (né en 1075), comte de Bleisgau
          - Rodolphe (mort en 1099), abbé de Saint-Vannes à Verdun
          - Ermesinde (1075-1143)
X 1) Albert II (mort en 1098), comte d'Egisheim et de Dagsbourg
X 2) Godefroy (1067-1139), comte de Namur
          - Guillaume Ier (1081-1131), comte de Luxembourg
X 1105 Mathilde de Nordheim
            - Conrad II (mort en 1136), comte de Luxembourg
            - Guillaume, comte de Gleiberg (de), cité en 1131 et en 1158
            - Liutgarde (1120-1170)
X Henri II (1125-1211), comte de Grandpré

        - Hermann Ier comte de Salm (mort en 1088), anti-roi de Henri IV entre 1081-1088
          - maison de Salm

        - fille X Thierry de Hillesleben
        - fille X Conon, comte d'Oltingen
        - Adalbéron (mort en 1097 à Antioche), princier de Metz
        - Jutta X Udo de Limbourg

      - Adalbéron III (mort en 1072), évêque de Metz
      - Thierry, père de :
        - Thierry (mort en 1075)
        - Henri II de Laach (mort en 1095), comte palatin du Rhin
        - Poppon (mort en 1103), évêque de Metz

      - Ogive (v. 990 - 1036)
X Baudouin IV (980-1035), comte de Flandre
      - Ermengarde (1000-1057)
X Welf II d'Altdorf, comte en Lechrain (mort en 1030)
      - Oda, chanoinesse à Remiremont, puis abbesse de Saint-Rémy à Lunéville
      - Gisèle (1019 - après 1058)
X Radulfe, seigneur d'Alost (mort après 1038)

    - Thierry II (mort en 1047), évêque de Metz
    - Adalberon, chanoine à Trêves
    - Gislebert (mort en 1004), comte en Moselgau
    - Cunégonde
X Henri II, empereur romain germanique
    - Ève
X Gérard, comte de Metz
    - Ermentrude, abbesse
    - Luitgarde
X Arnould Ier, comte de Hollande
    - Ne X Thietmar, comte.